# Zbór Kościoła Adwentystów Dnia Siódmego w Płocku
Zbór Kościoła Adwentystów Dnia Siódmego w Płocku – zbór adwentystyczny w Płocku, należący do okręgu mazowieckiego diecezji wschodniej Kościoła Adwentystów Dnia Siódmego w RP.
Opiekunem zboru jest pastor Jarosław Trojanowski.